# Titus com un monjo
Titus com un monjo o El fill de Rembrandt Titus en un hàbit de monjo és un pintura a l'oli de 1660 per l'artista neerlandès Rembrandt, que mostra el seu fill Titus van Rijn a l'hàbit d'un monjo franciscà. Forma part de la col·lecció del Rijksmuseum, d'Amsterdam.